# Amanita cokeri
Amanita cokeri é um fungo que pertence ao gênero de cogumelos Amanita na ordem Agaricales. É um cogumelo venenoso. Foi descrito como Lepidella cokeri em 1928, e depois transferido para o gênero Amanita em 1940.